# Claude Gonçalves
Claude Gonçalves (Propriano, Córcega, 9 de abril de 1994) es un futbolista portugués que juega de centrocampista en el Legia de Varsovia de la Ekstraklasa polaca. Nacido en Francia, ha representado a Portugal con la selección sub-20.

## Trayectoria

### Ajaccio
Nacido en Propriano, comuna francesa de la isla de Córcega, en el seno de una familia de ascendencia portuguesa, Gonçalves jugó en su juventud en la cantera del AC Ajaccio. Debutó en la Ligue 1 el 21 de septiembre de 2013, sustituyendo en el minuto 46 a Jean-Baptiste Pierazzi en la derrota a domicilio por 2-0 ante el Stade Rennais FC.
Gonçalves disputó 23 partidos, 14 como titular, en su primera temporada en la máxima categoría, aunque no pudo impedir que el equipo descendiera a segunda división después de finalizar en última posición.

### Tondela
El 20 de junio de 2016, Gonçalves firmó un contrato de dos años con el CD Tondela de la Primeira Liga portuguesa. Debutó por primera vez en la competición el 13 de agosto, jugando 34 minutos en la derrota en casa por 0-2 ante el SL Benfica. Durante su estancia en el Estadio João Cardoso, Gonçalves disputó 58 partidos oficiales.

### Troyes
El 30 de agosto de 2018, Gonçalves fichó por el ES Troyes AC, de la Ligue 2 francesa, firmando un contrato de dos años con la entidad de Champaña-Ardenas. Su primer partido de liga tuvo lugar el 26 de octubre, cuando sustituyó a Yoann Salmier mediada la segunda parte de la victoria a domicilio por 2-0 sobre el Grenoble Foot 38.

### Gil Vicente
Gonçalves regresó a la primera división portuguesa en el verano de 2019, acordando un contrato con el Gil Vicente FC. Marcó su primer gol con el club el 19 de octubre, cerrando la derrota por 2-0 ante el FC Penafiel en la tercera ronda de la Copa de Portugal. Su debut en liga llegó dos meses después, en el empate en casa ante el Vitória de Guimarães por 2-2.

### Ludogorets
En mayo de 2021, Gonçalves fichó por el PFC Ludogorets Razgrad de la Primera Liga de Bulgaria, haciéndose efectivo el acuerdo el 1 de julio. El 17 de julio ganó la Supercopa de Bulgaria tras vencer al PFC CSKA Sofía por 4-0, y al final de su primera campaña con el club búlgaro también se proclamó campeón nacional. Durante sus tres temporadas en el club de Razgrad, Gonçalves alzó tres títulos de liga consecutivos (2021-22, 2022-23 y 2023-24), una Copa de Bulgaria (2022-23) y dos Supercopas (2021 y 2022).

### Legia
El 15 de junio de 2024, Claude Gonçalves firmó un contrato de 3 años con el Legia de Varsovia de la Ekstraklasa polaca, tras concluir su vinculación con el Ludogorets.

## Selección nacional
Gonçalves fue convocado en cinco ocasiones con la selección de fútbol sub-20 de Portugal durante el Torneo Esperanzas de Toulon de 2014, debutando como titular en la victoria por 2-0 sobre México en la fase de grupos.

## Palmarés

### Títulos nacionales
| Título                   | Club               | País     | Año  |
| ------------------------ | ------------------ | -------- | ---- |
| Supercopa de Bulgaria    | Ludogorets Razgrad | Bulgaria | 2021 |
| Primera Liga de Bulgaria | Ludogorets Razgrad | Bulgaria | 2022 |
| Supercopa de Bulgaria    | Ludogorets Razgrad | Bulgaria | 2022 |
| Copa de Bulgaria         | Ludogorets Razgrad | Bulgaria | 2023 |
| Primera Liga de Bulgaria | Ludogorets Razgrad | Bulgaria | 2023 |
| Primera Liga de Bulgaria | Ludogorets Razgrad | Bulgaria | 2024 |
| Copa de Polonia          | Legia de Varsovia  | Polonia  | 2025 |